# Jacques Houtmann
Jacques Houtmann, né le 27 mars 1935 à Mirecourt (Vosges), est un chef d'orchestre français.

## Études musicales
Né à Mirecourt, Jacques Houtmann fait des études de violon, musique de chambre, cor, percussion et harmonie au conservatoire de musique de Nancy,. Il apprend ensuite la direction d’orchestre à l’École normale de musique de Paris avec Jean Fournet et à l’Académie nationale Sainte-Cécile de Rome avec Franco Ferrara.

## Fonctions
- 1965-1966 : assistant conductor de l'Orchestre philharmonique de New York[1],[4].
- 1968-1971 : chef associé de l'Orchestre philharmonique Rhône-Alpes (devenu plus tard Orchestre national de Lyon).
- 1971-1986 : chef principal et directeur musical de l’orchestre symphonique de Richmond (Virginie).
- 1986-1997 : directeur artistique et chef permanent de la Philharmonie de Lorraine (devenue plus tard Orchestre national de Lorraine[5], puis Orchestre national de Metz).

### Chef invité
Il dirige de nombreuses formations dans différents pays.
- en France : Orchestre national[6], Orchestre philharmonique[1] et Orchestre de chambre de l'ORTF, Orchestre Colonne, Orchestre Lamoureux, Orchestre Pasdeloup, Orchestre de la Société des concerts du Conservatoire, orchestre d'Île-de-France, de Lille[7], de Lyon, de Marseille, de Strasbourg et de Toulouse ;
- en Europe : Orchestre de la Tonhalle de Zurich, Orchestre de la Suisse romande, Orchestra sinfonica della RAI de Turin, Orchestre de l'Académie nationale Sainte-Cécile de Rome, Orchestre philharmonique de Moscou, Orchestre national de Belgique, Orchestre symphonique de Liège, Orquesta sinfónica de Barcelone, Orquestra Gulbenkian (Lisbonne), Orchestre symphonique de Nuremberg, Rundfunk-Sinfonieorchester Saarbrücken, Orchestre d’Essen, Orchestre symphonique de la Radio Télévision de Belgrade, Philharmonie slovaque et Orchestre de la radio slovaque de Bratislava, Orchestre de chambre de Budapest ;
- aux États-Unis : New York Philharmonic, American Symphony Orchestra, Orchestre symphonique d'Atlanta, National Symphony Orchestra de Washington, Orchestre symphonique de Saint-Louis, Orchestre symphonique de l'Oregon (en), Orchestre symphonique de San Antonio (en) ;
- dans le reste du monde : Orchestre symphonique de Québec, Orchestre national de Mexico, Orchestre national de Montevideo, SABC Orchestra Johannesburg.

Il participe aux festivals d’Aix-en-Provence (1964, 1967), Saint-Céré 1964, Besançon (1962, 1965, 1967), Lyon, Vaison-la-Romaine, Taormina, Wroclaw 1989, ainsi qu’au Floréal musical d'Épinal, au Festival Estival de Paris et au Festival Berlioz de La Côte-Saint-André.

## Enregistrements
- André-Ernest-Modeste Grétry : Panurge dans l’Île des Lanternes[11]. Julien Haas, Jean Ségani, Jules Bastin. Orchestre de chambre de la RTBF. LP Musique en Wallonie MW-8, 1972.
- François-Joseph Gossec :
  - trois symphonies : Symphonie op. 6 n° 5 ; Sinfonia op. 5 n° 1 ; Symphonie à 17 parties. Orchestre symphonique de Liège. LP Musique en Wallonie MW-4, 1971[12]. LP André Charlin CL 52[13]. LP Schwann VMS 2076, 1979. Grand Prix Audiovisuel de l'Europe et Grand Prix du disque de Belgique.
  - Grande Messe des Morts. Orchestre symphonique de Liège. 2 LP Musique en Wallonie MEW17/18, 1975[14]. 2 LP Auvidis (en) AV4818, 1980[15]. 2 CD Schwann (en) 313 041 K2 (+ Symphonie à 17 parties).
- «The Richmond Symphony - Premiere Recordings»[16] :
  - Beth Anderson : Revel. Max Schubel (en) : Guale, The Golden Coast of Georgia. Benjamin Britten : The Sword in the Stone. Mary Howe (en) : Rock, A Symphonic Poem. LP Opus One #100, 1985[17].
  - Franck Martin : Trois Danses. Judith Shatin Allen : Aura. LP Opus One #125, 1985[18].
- Gabriel Pierné : Concerto pour piano op. 42, avec Dag Achatz (en) ; 2 Suites de Ramuntcho. Philharmonie de Lorraine (1987). CD BIS 381, 1988[19].
- Modeste Moussorgski : Chants et danses de la mort ; Sans soleil ; Trois extraits de Boris Godounov, avec Dimiter Petkov, basse. Philharmonie de Lorraine (1988). CD Auvidis-Valois (en) V 4623, 1989[20].
- Armand Marsick : Scènes de montagne, suite pour orchestre ; La Source, poème symphonique ; Stèle funéraire. Philharmonie de Lorraine (1990). CD Koch Schwann 311 198H1, 1991[21].
- Marcel Landowski : Concerto pour piano n° 2, avec France Clidat ; Concerto pour Ondes Martenot, avec Jeanne Loriod ; Concerto pour flûte, avec Alain Marion ; Concertino pour trombone, avec Michel Becquet. Philharmonie de Lorraine (1990). CD Koch Schwann 311 175, 1991[22].
- Tadeusz Baird : Scenes, avec Helga Storck et Klaus Storck (de) ; Canzona ; Concerto Lugubre pour alto, avec Rainer Schmidt. Philharmonie de Lorraine (1991). CD Koch Schwann 3-1136-2, 1993.
- Carl Loewe : Concerto pour piano, avec Ewa Kupiec ; Symphonie en ré mineur. Philharmonie de Lorraine (1993 & 1994). CD Koch Schwann 3-1539-2, 1995[23].
- Théodore Gouvy : Requiem ; Cantate Le Printemps. Philharmonie de Lorraine (1994). CD K617 046, 1994[24]. Choc du Monde de la Musique et Classique d'Or RTL.
- Ivan Alexandrovitch Tcherepnine : Le Va et le Vient. Orchestre philharmonique de Rhénanie-Palatinat. CD Melisma[25] MELI 7115-2, 1996[26].
- Zino Francescatti : Aria ; Transcriptions de Tartini et Vitali, avec Gaëtane Prouvost, violon. Philharmonie de Lorraine. CD L’Empreinte Digitale ED 13075, 1997[27].

### Concerts en téléchargement
- Giuseppe Verdi : Ouverture de La Force du Destin[28]. Henri Dutilleux : Symphonie n° 1. Falla : L’Amour sorcier. Orchestre national de l’ORTF, 21/08/1965[29].
- J. Strauss : Ouverture de La Chauve-Souris. Brahms : Symphonie n° 1. Mendelssohn : Concerto pour piano, avec Cécile Ousset. Pierné : Les Cathédrales. Orchestre national de l’ORTF, 7/07/1966[30].

### Vidéos
- Moussorgski/Ravel : 2 extraits de Tableaux d'une exposition : Promenade ; Le vieux château. Young People's Concerts, Young Performers n° 7, enregistré le 19/02/1966, diffusion CBS le 22/02/1966. Leonard Bernstein's Young People's Concerts New York Philharmonic vol.3, Blu-ray Cmajor Unitel UE800704, 2019.
- émission « Pour le plaisir » du 3/02/1965 : « Bonjour Monsieur Houtmann », entretien avec Claude Samuel ; Ouverture de La Force du destin avec l’orchestre radio symphonique de Lille.
- concerts symphoniques filmés à la Maison de la Radio avec les orchestres de l’ORTF, diffusés les 13/11/1965, 3/01/1969 (avec Sylvie Mercier, pianiste), 18/03/1969 et 11/07/1971.
- « Prestige de la musique », émission de Jean Fontaine, avec Gabriel Bacquier, diffusée sur la 1ère chaîne le 26/03/1966[31].
- concerts symphoniques filmés en 1997 à l’Arsenal de Metz, avec la Philharmonie de Lorraine, diffusés sur TF1 les 14/07/2002, 13/7, 10/08, 31/08 et 12/10/2003.

## Distinctions
En 1961, il remporte le premier prix du concours international des  jeunes chefs d'orchestre au festival de Besançon. 
En 1964, il est l’un des six récipiendaires ex-æquo du 1er Prix et de la Médaille d’Or du Concours international de direction d’orchestre Dimitri Mitropoulos à New-York ; il est alors choisi par Leonard Bernstein pour devenir l’un de ses trois assistants pour la saison suivante à l’Orchestre philharmonique de New York. Il est le premier Français à occuper une telle fonction.
Il est membre de l'Académie de Stanislas de Nancy depuis 2003.

### Décoration
- Commandeur de l'ordre des Arts et des Lettres (2006)
  - Officier en 1987[34]